# Xiphorhynchus ocellatus
Xiphorhynchus ocellatus е вид птица от семейство Furnariidae.

## Разпространение
Видът е разпространен в Боливия, Бразилия, Венецуела, Еквадор, Колумбия и Перу.